# Ninja Tune
Ninja Tune är ett Londonbaserat skivbolag som främst släpper elektronisk musik. De släpper även hiphop under namnet Big Dada, ambient samt mer obskyr musik under Ntone.